# W. Alden Spencer Award
Der W. Alden Spencer Award ist eine gemeinsame Auszeichnung der medizinischen Fakultät der Columbia University (Columbia University College of Physicians and Surgeons), der dortigen Abteilung für Neurowissenschaften und des dortigen Kavli Institute for Brain Sciences. Der Preis wird seit 1978 für herausragende Forschungsleistungen in den Neurowissenschaften vergeben und erinnert an W. Alden Spencer, einen Physiologen und Neurologen der Columbia University, der 1977 im Alter von 46 Jahren verstarb. Die Auszeichnung ist mit einer Vorlesung verbunden (W. Alden Spencer Lecture).
Elf der Preisträger erhielten später einen Nobelpreis für Medizin oder für Chemie (Stand Oktober 2021).

## Preisträger
- 1978 Emilio Bizzi
- 1979 Charles F. Stevens
- 1980 John Heuser, Thomas Reese
- 1981 Gerald D. Fischbach
- 1982 Patricia Goldman-Rakic
- 1983 Erwin Neher, Bert Sakmann
- 1984 Paul H. Patterson
- 1985 A. James Hudspeth
- 1986 H. Robert Horvitz, John Sulston
- 1987 Robert H. Wurtz
- 1988 Lily Yeh Jan, Yuh Nung Jan
- 1989 Holger Wigström, Bengt Gustafsson, Roger Nicoll
- 1990 Michael P. Stryker
- 1991 Roger Y. Tsien
- 1992 Corey S. Goodman
- 1993 Richard H. Scheller, Thomas C. Südhof
- 1994 Richard A. Andersen, William T. Newsome
- 1995 Richard W. Aldrich, Christopher Miller
- 1996 Carla Shatz
- 1997 Cori Bargmann
- 1998 Roderick MacKinnon
- 1999 David J. Anderson
- 2000 Joshua Sanes
- 2001 Joseph Takahashi
- 2002 Eric Knudsen, Charles Gilbert
- 2003 Huda Zoghbi
- 2004 Thomas R. Insel, Emmanuel Mignot
- 2005 Edvard Moser, May-Britt Moser
- 2006 Winfried Denk, David W. Tank
- 2007 David Julius, Charles S. Zuker
- 2008 Nikos K. Logothetis
- 2009 Michael N. Shadlen
- 2010 Marc Tessier-Lavigne, S. Lawrence Zipursky[1]
- 2011 Karl Deisseroth[2]
- 2012 Allison J. Doupe, Michael S. Brainard[3]
- 2013 Eric Gouaux[4]
- 2015 Loren Looger, Atsushi Miyawaki[5]
- 2016 Winrich Freiwald, Doris Y. Tsao[6]
- 2017 Ardem Patapoutian, David D. Ginty[7]
- 2018 Silvia Arber, Botond Roska[8]
- 2022 Leslie B. Vosshall[9]
- 2024 Vivek Jayarama, Gaby Maimon[10]